# Belagerung von Freiburg (1677)
Solebay – Erste Schooneveld – Zweite Schooneveld – Maastricht – Texel – Bonn – Sinsheim – Seneffe – Enzheim – Türkheim – Sasbach – Konzer Brücke – Stromboli – Augusta – Palermo – Philippsburg – Maastricht – Valenciennes – Tobago – Cassel – Kokersberg –  Freiburg – Ypern – Rheinfelden – Saint-Denis
Die Belagerung von Freiburg vom 9. bis 16. November 1677 durch die französische Armee unter Marschall François de Créquy war eine militärische Aktion im Holländischen Krieg zum Ende des Feldzugjahres 1677. Créquy konnte das in seinen Verteidigungsanstrengungen vernachlässigte und nachlässige Freiburg rasch einnehmen und dadurch den Breisgau beherrschen.

## Belagerungen und Schlachten um Freiburg
Freiburg war im Lauf seiner Geschichte mehrfach Ziel französischer Übergriffe, wobei die Belagerung und unrühmliche Kapitulation der Stadt von 1677 in der Literatur weniger Beachtung findet als andere militärische Ereignisse. Hier folgt eine historische Einordnung der Belagerung und der Einnahme Freiburgs von 1677 in frühere und spätere militärische Aktionen.
Am 12. April 1638 ergab sich Freiburg französisch-schwedischen Truppen unter Bernhard von Weimar nach elftägiger Belagerung.
Im August 1644 kam es an drei Tagen zu Kämpfen zwischen kaiserlichen und französischen Verbänden, die als Schlacht bei Freiburg im Breisgau bezeichnet werden, wobei die Stadt zwar kaiserlich blieb, es in der Schlacht aber zu keiner Entscheidung kam.
Im September 1713 lag der französische Marschall Claude-Louis-Hector de Villars vor der Stadt, welche die Kaiserlichen nach dreiwöchiger Belagerung aufgaben.
Im Jahre 1744 belagerte der französische König Ludwig XV. Freiburg, das nach sechs Wochen kapitulierte.

## Verlauf der militärischen Aktionen im Jahre 1677
Gegen Ende des Jahres 1677 zogen sich die Kriegsparteien wie üblich in ihre Winterquartiere zurück. Die kaiserlichen Truppen unter dem Herzog von Lothringen nahmen Winterquartiere in Franken, Schwaben und an der Saar. Im Hinblick auf die Ende 1677 begonnenen Friedensverhandlungen in Nijmegen hatten am Oberrhein der französische Kommandant von Breisach und der österreichische Kommandant von Freiburg General Georg von Schütz zu Pürschütz und Geislingen einen bis 11. November dauernden Waffenstillstand geschlossen. Daneben beeilte Freiburg sich, die Belastung durch zwei Infanterieregimenter und ein Kavallerieregiment, die der Herzog von Lothringen in der Stadt stationiert hatte, loszuwerden. Nach energischen Vorstellungen in Wien wurden die Truppen teilweise abgezogen.
Auch die französische Armee des Marschalls François de Créquy erweckte den Anschein, ihre Winterquartiere in Lothringen zu beziehen. Doch als Créquy seinem König nach Paris schrieb, er sähe eine gute Möglichkeit, Freiburg einzunehmen, stimmte Ludwig XIV einer Winteraktion zu. So überschritt der Marschall am 8. November mit seinen Truppen bei Breisach überraschend den Rhein, marschierte in Richtung Freiburg und stand am 9. November gegen 8 Uhr morgens vor der Stadt. Die Nachhut der französischen Truppen mit 300 Reitern befehligte ein gewisser General Louis Hector Duc de Villars, der 1713 die Belagerung Freiburgs befehligte.
Rasch versuchte der Oberfeldherr der kaiserlichen Armee Karl von Lothringen, seine Verbände wieder zu mobilisieren. Es kostete allerdings viel Zeit, seine zerstreuten Truppen über generell schlechte Straßen in den Breisgau zu bringen. Zudem folgten seinem Befehl zum Sammeln nur die kaiserlichen Einheiten, während die Kontingente der Reichskreise nicht zu einer Fortsetzung des Feldzuges von 1677 zu bewegen waren.
Bereits am 10. November begann Créquy mit dem Artilleriebeschuss auf die Vorstadt Neuburg. Hier erfolgte auch der Hauptangriff unter seinem Kommando, während gleichzeitig Meinhard von Schomberg die Schneckenvorstadt von Süden und das Karlseck von der Kartause her angegriff. In der Nacht vom 10. auf den 11. November machte Oberst Kaunitz einen Ausfall, um die Franzosen beim Bau der Laufgräben zu stören. Am 11. November erlebte Freiburg eine heftige Kanonade bei der tausende von Kanonenkugeln auf die Stadt fielen, wobei sich der Schaden allerdings in Grenzen hielt. Kaunitz machte einen weiteren Ausfall, um die Einschließung aufzubrechen und Boten an den Herzog von Lothringen zu senden. Nachdem die französische Artillerie unter dem Marquis de Freselières am 12. November eine Bresche von mehr als 30 Metern Breite in die Stadtmauer der Vorstadt Neuburg geschossen hatte, forderte Créquy Freiburg zur Kapitulation auf. Stadtkommandant Schütz lehnte dies ab, da seine Offiziere abrieten. Vom 12. auf den 13. November trieben die Franzosen die Laufgräben weiter voran und vergrößerten die Bresche. In der darauf folgenden Nacht legten sie einen Stollen zum Mönchsturm an, der gesprengt werden sollte. Am 14. November um 16 Uhr gab Schütz die Vorstadt auf, obwohl die Franzosen den Sturm auf die in die Befestigungen geschossene Bresche noch gar nicht begonnen hatten. Die Franzosen besetzten die Vorstadt und Créquy forderte erneut zur Kapitulation auf. Schütz zeigte sich völlig handlungsunfähig, weshalb die vorderösterreichische Regierung den Grafen Portia aufforderte, das Kommando zu übernehmen, der jedoch ablehnte. Die eigenen Soldaten begannen zu plündern, und die Bürgerwehr verließ ihre Posten, um die eigenen Häuser zu schützen. Derweil konnten die Franzosen in der Nacht ungestört ihre Stellungen zur Beschießung des inneren Freiburger Mauerrings vorbereiten.

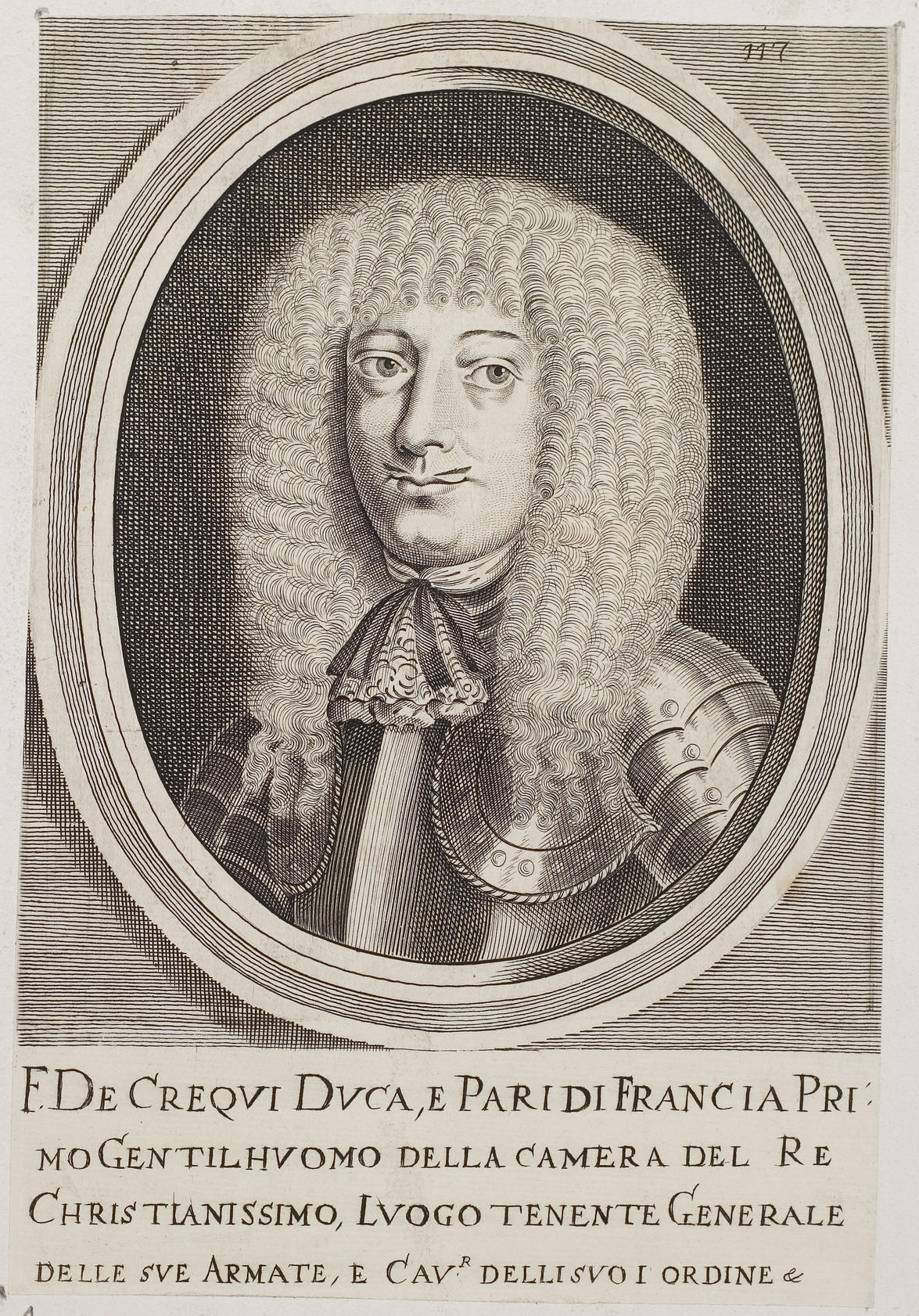
Marschall Créquy

Am 15. November bereiteten die Franzosen den Sturm auf das Christophstor vor. Gleichzeitig gelang es ihnen, am Schlossberg die Schanze zu stürmen und die Befestigungen am Karlseck zu erobern. Damit konnten sie die Verteidiger auch von oben beschießen und so ließ Créquy zu einer noch erfolgreicheren Bombardierung der Stadt Kanonen auf den höchsten Punkt des Schlossbergs bringen. Der Stadtkommandant schlief währenddessen in einer Wachstube. Am Christophstor hatten die Franzosen inzwischen eine Bresche geschossen. Um die Mittagszeit verbreitete sich in der Stadt das Gerücht, dass die Franzosen bereits eingedrungen seien, was eine panische Flucht der Bevölkerung in die Klöster und das Schloss auslöste, wobei 5 Kinder und 5 Erwachsene erdrückt wurden. Am späten Abend des 15. November signalisierte der Stadtkommandant den Franzosen, dass er in Übergabeverhandlungen eintreten wolle, worauf eine Feuerpause eintrat. Créquy beharrte darauf, dass Stadt und Schloss bis 16. November um 8 Uhr übergeben werden müssten. Nach Einbruch der Dunkelheit hörte man in Freiburg Kanonenschüsse von der in der Hand der Kaiserlichen befindlichen Hochburg bei Emmendingen, die den Anmarsch von Entsatztruppen ankündigten. In der Tat kamen in der Nacht Boten von Hermann von Baden-Baden, der mit einem kaiserlichen Corps bei Emmendingen stand und zusicherte, spätestens bis zum Abend vor Freiburg zu sein.
Derweil herrschten in Freiburg Verwirrung durch die Uneinigkeit zwischen den Ratsherren der Stadt, der vorderösterreichischen Regierung und den Offizieren. Niemand wollte über Créquys Forderung entscheiden. Während sich die Mitglieder der vorderösterreichischen Regierung weiterhin aus jeder Verantwortung stahlen, war Stadtkommandant Schütz zur Übergabe entschlossen und suchte nun Rückendeckung für seinen Entscheid bei seinen Offizieren, die sich durch eine am Vortag gegebene mündliche Zusage an Créquy gebunden fühlten. Zwar hätten Rat und Bürger bis zum Eintreffen des Entsatzes wohl noch durchgehalten, fanden aber kein Gehör. So wurde am 16. November vor 8 Uhr die Kapitulationsurkunde unterzeichnet. Die österreichische Besatzung durfte mit ihren Waffen nach Rheinfelden abziehen, derweil die Franzosen den Bürgern Leben und Eigentum garantierten. Dessen ungeachtet plünderten kaiserliche wie französische Truppen Freiburg aus. Der Abzug der kaiserlichen Verbände begann um 13 Uhr. Der Hauptteil der französischen Einheiten zog erst am 17. November in die Stadt. Da viele Landbewohner ihre verbliebenen Vorräte und ihre Habe in die Stadt geflüchtet hatten und die Stadt selbst über ausreichend Proviant für eine längere Belagerung verfügte, fanden die Franzosen reiche Beute.

### Folgen der Kapitulation
Nach der Kapitulation von Freiburg zogen französische Verbände unter dem Duc de Villars nach Waldkirch, wo sie mit Verbänden der kaiserlichen Entsatzarmee unter General Schulz in ein Gefecht kamen. Weitere Streiftrupps durchzogen den Schwarzwald bis vor Villingen. Louis-François de Boufflers wurde französischer Stadtkommandant von Freiburg. Die Bürger beklagten die Zügellosigkeit der französischen Besatzung, die sie als noch schlimmer empfanden als jene des kaiserlichen kroatischen Regiments Portia.
Als Karl von Lothringen von der Kapitulation Freiburgs hörte, veranlasste er die Verhaftung des Stadtkommandanten Schütz. In Wien vor ein Kriegsgericht gestellt wurde er jedoch freigesprochen. In Berichten von Zeitzeugen finden sich zahlreiche Hinweise, dass Schütz und möglicherweise auch Mitglieder der vorderösterreichischen Regierung und des lokalen Adels den Franzosen in die Hände gearbeitet hatten. Ludwig XIV. war bekannt dafür, dass er ausländische Fürsten und deren Beamte kaufte oder erpresste. Der Freispruch von General Schütz wurde dem Einfluss des aus Freiburg stammenden Wiener Hofkanzlers Johann Paul Hocher zugeschrieben, der mit Schütz verwandt war. Auch Hocher hatte durch seine Fürsprache bei der Verringerung der Truppenstärke in Freiburg seinen Anteil am Verlust der Stadt.
In Frankreich feierte man die Einnahme Freiburgs als großen Sieg und ließ eine Schaumünze zum Gedenken an dieses Ereignis prägen.
Neben den direkten materiellen Schäden durch Plünderung und Kontributionen hatte Freiburg längerfristig (die Stadt gehörte bis 11. Juni 1698 der Krone Frankreichs) auch den Verlust von Einrichtungen zu beklagen, was auch wirtschaftlich Folgen hatte. Die Universität floh nach Konstanz, Wien verlegte die vorderösterreichische Regierung nach Waldshut und das Basler Domkapitel zog nach Arlesheim.
Die Freiburger Bürger, die sich in den Jahren 1670 bis 1677 über die Lasten von Einquartierungen beklagt hatten, mussten nun zusehen, wie die Franzosen die Stadt durch Vauban zur Festung umbauten, wofür die Vorstadt Neuburg, die Schneckenvorstadt und die Wiehre abgerissen wurden – das Schicksal der Bewohner interessierte die Besatzer nicht und an eine Entschädigung war nicht zu denken. Habsburg gab im Friede von Nimwegen Freiburg auf und ließ die Breisgauer Untertanen einmal mehr im Stich.

## Beteiligte Militäreinheiten

### Deutsches Reich
An Infanterieeinheiten waren das kroatische Infanterie-Regiment unter Oberst Graf Adolf von Portia und dem Obristwachtmeister Prinz Karl Bernhard von Baden, dem jüngsten Sohn des Markgrafen Wilhelm von Baden-Baden, sowie 6 Freikompanien unter Oberstleutnant Gerhardi beteiligt. Zudem stellten Stadt und Universität Freiburg etwa 800 Mann Bürgerwehr. Die Kavallerie bestand aus 6 Schwadronen Kürassiere unter dem Obersten Kaunitz.